# Viscount Carlingford
Viscount Carlingford, of Carlingford in the County of Louth, war ein erblicher britischer Adelstitel, der zweimal in der Peerage of Ireland verliehen wurde.

## Verleihungen
Der Titel wurde erstmals am 26. März 1627 für Barnham Swift geschaffen. Der Titel erlosch, als er ohne männliche Nachkommen am 28. Januar 1634 starb.
In zweiter Verleihung wurde der Titel am 1. Mai 1761 für George Carpenter, 3. Baron Carpenter neu geschaffen, zusammen mit dem übergeordneten Titel Earl of Tyrconnell. Bereits 1749 hatte er von seinem Vater George Carpenter († 1749) den Titel Baron Carpenter, geerbt der 1719 seinem Großvater George Carpenter (1657–1732) verliehen worden war. Alle drei Titel erloschen beim Tod seines Enkels, des 4. Earls, am 26. Januar 1853.

## Liste der Viscounts Carlingford

### Viscounts Carlingford, erste Verleihung (1627)
- Barnham Swift, 1. Viscount Carlingford (1606–1634)

### Viscounts Carlingford, zweite Verleihung (1761)
- George Carpenter, 1. Earl of Tyrconnell, 1. Viscount Carlingford (1723–1762)
- George Carpenter, 2. Earl of Tyrconnell, 2. Viscount Carlingford (1750–1805)
- George Carpenter, 3. Earl of Tyrconnell, 3. Viscount Carlingford (1788–1812)
- John Carpenter, 4. Earl of Tyrconnell, 4. Viscount Carlingford (1790–1853)